# 아엘리타 (영화)
아엘리타(러시아어: Аэлита)는 1924년에 소련에서 제작된 SF 영화이다.

## 개요
알렉세이 니콜라예비치 톨스토이의 소설 《아엘리타》를 바탕으로 야코프 프로타자노프(Яков Протазанов) 감독이 만든 영화인 아엘리타는 소련 최초의 SF 무성 영화이며, 무성 영화 시대에 나온 SF 영화 중 손꼽히는 걸작이다. 원작 소설의 인기에 힘입어 1924년 9월 25일 모스크바에서 개봉된 이 영화는 커다란 반향을 일으켰다. 영화를 보기 위해 몰려든 군중들 때문에 정작 감독인 프로타자노프 자신은 극장에 입장하지 못했을 정도였다고 한다. 영화 『아엘리타』는 세르게이 예이젠시테인의 『전함 포템킨』이 국제적으로 성공을 거두기 전까지 다른 어떤 소비에트 영화보다도 해외에서 큰 명성을 얻었다.
영화의 배경은 지구와 독재자 투스쿱(Тускуб)이 지배하고 있는 화성이며, 그의 딸 아엘리타가 지구에서 우주선을 타고 온 로스(Лось) 일행을 만난 뒤 새로운 지배자로 변모하는 가운데 반란과 혁명이 이어지면서 이야기가 진행된다.
이 영화에서 화성을 묘사하는 데 사용한 획기적인 세트와 의상, 소품 등은 이후에 나온 여러 SF 영화에 영향을 미쳤다고 한다.

## 출연진
아엘리타 여왕 역으로는 율리야 솔른트세바(Юлия Солнцева), 로스 역으로는 니콜라이 체레텔리(Николай Церетелли), 투스쿱 역으로는 콘스탄틴 에거트(Константин Эггерт)가 출연하였다.

## 국내 상영
이 영화는 2005년 7월 서울에서 열린 제1회 리얼판타스틱영화제 개막작으로 초청되면서 처음으로 국내에서 상영되었다. 당시 제목은 《아엘리타: 로봇의 반란》이었다.